# 澄覚法親王
澄覚法親王（ちょうかくほっしんのう、承久元年（1219年）- 正応2年4月18日（1289年5月9日））は、鎌倉時代の天台宗三千院の門跡。後鳥羽天皇の孫で、三品・雅成親王の子。房号は円融房。

## 略歴
比叡山に入り、梶井門跡尊快入道親王に師事して出家し、真仙僧正から灌頂を受けた。文永2年（1265年）、天台座主に任じられ、亀山天皇（後鳥羽天皇の曾孫）の護持僧となった。その後、一旦辞退したが文永8年（1271年）に再び護持僧に任じられ、元寇の危機感が高まる中で異国降伏祈祷を行っている。文永11年（1274年）、皇孫ながら親王宣下を受け、法親王となった。